# Monte Gottero
Der Monte Gottero ist ein 1639 m s.l.m. hoher Berg in den norditalienischen Regionen Ligurien und Emilia-Romagna. Er gehört zu dem östlichen Abschnitt des Ligurischen Apennin und erreicht eine Höhe von 1639 Metern. Unweit des Gipfels in südöstlicher Richtung liegt das Dreiländereck der Regionen Ligurien, Emilia-Romagna und der Toskana.
Der Gipfel des Monte Gottero gehört zu der gleichnamigen Berggruppe, die im Nordwesten vom Passo Centocroci (zwischen den Provinzen Parma und La Spezia) und im Osten vom Passo del Brattello (zwischen  den Provinzen Parma und Massa-Carrara) begrenzt wird. Der Zentralabschnitt der Berggruppe liegt konstant über 1300 Metern.
Der Boden des Monte Gottero ist vom Sandstein geprägt. Am Nordhang kann man heute noch Spuren eines einstigen Gletschers ausmachen; der Südhang zeichnet sich hingegen durch ein stärkeres Gefälle und die Präsenz von Sandsteinfelsen aus. Die Vegetation besteht weitestgehend aus Buchen und in den niederen Höhenlagen auch aus Kastanien und Zerreichen. Vereinzelt treten Nadelhölzer auf. Der Gipfel steht hingegen frei und ist von einer Wiese überzogen.
Das Massiv dominiert den Zentralabschnitt des Val di Vara und wird vom Ligurischen Höhenweg überquert. Der Fernwanderweg verbindet den Gipfel mit dem Passo di Cento Croci im Nordwesten, dem Passo dei Due Santi im Osten und Foce di Adelano im Südosten. Andere Wanderwege befinden sich an den Süd- und Nordhängen des Monte Gottero.
Auf dem Gipfel befindet sich ein trigonometrischer Punkt des Militärgeographischen Instituts Florenz, ein Eisenkreuz, das 1933 von den Bewohnern der Gemeinde Albareto gestiftet wurde, sowie eine Gedenktafel für die Partisanen die im Jahr 1944 in der „Schlacht vom Gottero“ gegen die Wehrmacht kämpften. Von der Bergspitze ist im Süden das Tyrrhenische Meer mit Korsika, die Seealpen und der ligurischen Bogen im Westen, die Alpen im Norden und der toskanische Apennin im Osten auszumachen.